# Люлин (област Перник)
Вижте пояснителната страница за други значения на Люлин.
Люлин е село в Западна България. То се намира в община Перник, област Перник, на 8 km североизточно от град Перник.

## География
Село Люлин се намира в планински район, на югозападните склонове на Люлин планина. Къщите са пръснати в няколко махали, свързани с добри пътища. Климатът е умереноконтинентален, благоприятстващ растениевъдството (пшеница, царевица, ечемик, овес, люцерна) и овцевъдството.
Люлин планина е разположена между Софийската и Пернишката котловини. С Витоша е свързана чрез Владайската котловина, а на запад е свързана с Вискяр планина чрез Радуилската седловина. Изградена е от вулканични скали (андезит, туфи, туфити) и седиментни (конгломерати). Билото в източната част е заоблено, то е остатък от денудацинна повърхнина. Над него се издигат отделни върхове. Сред тях е и най-високият връх Дупевица (1256 м). Западната част е гребен. Южните склонове са стръмни. Бучинският проход дели Люлин на западна и източна част.

## История

### Античност и Средновековие
Село Църнел, съставна част на с. Люлин, е старо средновековно селище, вписано в списъците на джелепкешаните от 1576 година под името Чернел към нахия Грахова на кааза София.
Съществуват данни, че тракийското племе агриани са населявали Люлин планината и землищата на Райлово и Църнел от III в. пр. Хр. На запад от село Люлин на Остра могила и Криви камък са открити следи от тракийски селища и крепости. На Остра могила археологически разкопки показват защитен зид и фрагменти от битова керамика. Непосредствено до Кривия камък е открита и триъгълна крепост, датирана към този период.
Руините на късно-античната и средновековната крепост – Райловско градище, се намират на около пет километра северно от днешното село – на югозападния дял на Люлин планина. На най-високата част на островърхо, естествено защитено възвишение от Люлин планина, през късната античност е изградена крепост, която е обхващала площ от около пет декара. Откъм прохода за крепостта е имало вал с ров. В миналото над терена са били запазени и части от крепостните стени, изградени от ломен камък с хоросанова спойка. Очертавали се добре и отделни сгради и помещенията към тях. Тук са намирани долиуми, моменти и върхове за стрели. Днес на терена от крепостта не се е запазило нищо, освен керамични фрагменти. Те разкриват, че крепостта е просъществувала през късната античност и средновековието.
На платото на южния дял на Люлин планина, над Бучинския проход, се намира малка църква на съвременен манастир. Изградена е над леко възвишен терен, образуван ясно от разрушена сграда. В склона около църквата се намират фрагменти от бигорни блокчета със сегментно оформление, явно принадлежали от арки на по-стара, средновековна църква. Поройни води са разрязали културен пласт с антична керамика. Вероятно тук е имало антично селище и светилище, днес изцяло засипано и над него е изграден християнският храм. (За това свидетелства и аязмото, което се намира в малка долчинка на изток от манастира, което несъмнено е било част от древно тракийско светилище)". 
В наши дни Райловският манастир „Свети Николай“ (който се намира на около километър източно от махала Райлово на село Люлин). Според някои изследователи обителта датира от XI век. Днес върху основите от стария храм е изградена черква с камбанария над входа, строена в началото на XX век. Манастирът не е действащ и е обиран няколко пъти през 90-те години на ХХ век.
Една легенда разказва:
| „ | …Било много отдавна. Турските орди обсадили и атакували софийската твърдина. Българите не се предавали. Тогава турците почнали жестоко да опустошават. Обитателите на селищата потърсили убежище в горите. Под Райлово градище населението се криело в стари руини, подземия, оцелели от по-раншни битки. Свирепите турци опожарили изоставеното село, разграбили имотите и се устремили към върха. По пътя си настигнали по пътеката немощна старица, която спасила живота си с предателство. Изведени изпод земята съселяните ѝ загинали под ятагана на поробителите. По дола потекъл кървав поток… Сега този дол носи зловещото име Кървав дол… Запустялото село обрасло с трева. Никой не минавал през него. Минали години и турците наново почнали да безчинстват и отново българите се скрили в горите и създали ново село. Създала го раята и затова го нарекли Райово, Райлово. А една съсухрена старица, самотна и нещастна се установила далеч от другите, струпала колиба и заживяла. Така по името на старицата баба Църна се нарекло основаното от нея село Църнел… | “ |

По-късно набезите на Османските турци продължили и отново хората побягнали в горите на Люлин планина, създали ново село от рая, което нарекли Райлово. При тези набези пострадал и манастирът „Св. Троица“ (който се намира на 5 км югозападно от Банкя, но е по-известен като Дивотинския манастир). Легендата разказва, че богатствата на манастира били скрити от монасите дълбоко в земята, а на следващата нощ те били избити. Постепенно районът около опожарения манастир запустял, а иманяри, търсещи манастирското злато, доразрушили оцелелите му останки.
Крепостите, изградени в Люлин планината, са пазели Сердика от византийските нашествия. За набезите им са използвани римския път, свързващ Софийското поле с Пауталия (Кюстендил), който пресича Бучинския проход с дължина 8 км, а на изходите му от север е село Мало Бучино и от юг – село Големо Бучино. По-късно през този проход, наричан Бучино дервент, преминавали кервани от Албания и Македония, които през долината на река на Струма, Софийското поле и Петроханския проход отивали до река Дунав.
През XI – XII в. в полите на Люлин планина започва изграждането на манастири, параклиси и черкви. Люлинският (Горнобански) манастир „Св. Крал“, Клисурският – „Св. Петка“, Банкянският – „Св. Кирик“ и Дивотинският – „Св. Троица“ са образували голям манастирски комплекс. По време на османското нашествие и падането на Софийската крепост почти всички духовни центрове са опожарени и сринати със земята, но по-късно всички са били възстановени.
Село Райлово се споменава в турски документи от 1450 година, а село Църнел – от 1576 година.

### Нова История
Село Люлин съществува под това име от 1961 година, когато е съставено от бившите села Райлово и Църнел.
По времето на комунистическия режим (09.09.1944 – 10.11.1989 година) през 50-те години на ХХ век в село Люлин са настанени членове на семейства на интернирани в трудово-възпитателния лагер до рудник Св. Анна.
Втората половина на 50-те години на ХХ век Младежко бригадирско движение построява популярната хижа Люлин, която се намира под връх Райловско Градище. Туристическият обект е изоставен в началото на 90-те години. Хижа Люлин не функционира от 2000 година. Мебелите са откраднати, прозорците са изпочупени, също така са правени опити постройката да бъде опожарена.
Същата съдба споделя и популярната механа Ханчето, която е разположена в близост до пътя към хижа Люлин.
Хижа Люлин и прилежащият към нея парцел са придобити от частен инвеститор през 1999 година, но след осъществяването на сделката с община Перник, имотът продължава да е безстопанствен вече тринадесет години.
Втората половина на 80-те години в близост до Централния площад (Бърдото) започва изграждането на сграда, която да послужи за ресторант, поради което се налага разрушаването на старото гробище. През 90-те години сградата на ресторанта е закупена от частна фирма и е превърната в шивашки цех.
По време на бомбардировките на НАТО над Белград на 10 май 1999 година в землището на селото пада бойна ракета „Харм“ от типа „въздух – наземен радар“. Останките от ракетата и разкази на очевидци от селото са показани по централните новини на телевизионните канали (БНТ и Нова телевизия). Ракетата е изстреляна над югославска територия и е долетяла от запад – северозапад. Ракетата е изразходвала горивото си, след като не е срещнала цел, и прелитайки по балистична права, е паднала и се взривила в близост до село Люлин. По това време не е регистрирано нарушение на въздушното ни пространство от чужди самолети. ВВС нямат информация причина за инцидента да е имитационна цел, изстреляна от сръбска територия. Жертви и разрушения няма.
При завръщането си от Узбекистан на аерогарата президентът Стоянов заяви за медиите: „Иска ми се да вярвам, че НАТО ще поправи мерника си. Това е нелепата и жестока логика на войната“. Жителите на селото са шокирани от инцидента, а някои по-предприемчиви местни жители взимат части от бомбата за спомен. По-възрастните люлинци се опитват да успокоят по-младите при първоначалната паника след събуждането от взрива на ракетата с обяснението че „бомба е, ама е някъде до селото, помним – така беше по време на Втората световна.“
През 2002 година в село Люлин ГДБОП разкрива лаборатория за синтетични наркотици. Антимафиотите конфискуват 47 килограма готови таблетки и прекурсори.
В 3 часа сутринта на 22 май 2012 година трус с магнитуд 5.8 по Рихтер и епицентър 5 километра северозападно от центъра на град Перник разтърсва България. Следват няколко близки по сила вторични труса в следващите часове, както и в нощта на 24 май. Стотици по-слаби труса се усещат идните няколко месеца. Земетресението се усеща много силно в селото. Десетки са напуканите стени и падналите комини. Няма данни за пострадали и жертви сред местното население.
През пролетта на 2013 година заместник-кметът по образование и култура в община Перник Илинка Никифорова, че Столичното издателство „Захарий Стоянов“ с управител Иван Гранитски е купило старото училище в Църнел. Намерението на писателя е да превърне старата школска сграда в средище на изкуствата и народните занаяти. Учебното заведение е затворено през 2007 година с решение на Общинския съвет заради липсата на деца.
През 2012 година фирма „Консепт Дизайн“ купува 100 декара земи в землището на селото, които превръщат в плантация с дървесния вид пауловния. 

## Религии
Интересна е старата църква „Архангел Михаил“, строена през 1821 година. (От която в наши дни е запазена само постройката с клепалото (камбанарията). Старата църква е изцяло разрушена от свлачище през 70-те години на ХХ век и през годините на комунистическия режим изографисаните ѝ останки са изоставени на разрухата на времето.)
В центъра на селото е построена нова църква, за която през февруари 2010 година са получени две икони като дарение от министър Божидар Димитров.
Градежът на новата църква „Св. Арахангел Михаил“ започва през 2001 година, като инициативата е изцяло на жителите на селото. От началото на Световната Финансова Криза от 2008 година по градежа почти не се е работило. През 2012 година работата по градежа е възобновена, като средства за строителството на храма се събират и даряват предимно от жителите на селото. (През 90-те години местни хора посетили Баба Ванга неколкократно са споменавали думите ѝ, че „в селото трябва да бъде съградена нова черква, за да не гинат млади хора като курбан“.)
Сред дарителите на средства са собственици на фирма „Консепт Дизайн“.
- GPS координати и кратка фотогалерия на Райловския манастир Св. Николай:[13]

## Обществени институции
- Читалище „Христо Ботев“.

## Културни и природни забележителности

### Личности
- Краля Павлова – (неизв.) – прочута народна певица, живяла в годините около Освобождението
- Михаил Лозанов-Танка – футболист, първият българин играл за Байерн Мюнхен, национален състезател.
- Горун Евгениев Киров – дългогодишен кмет на селото и основател на хижа Люлин (1917 – 1991)
- Бисер Троянов – говорител на ЦИК; Апелативен съдия [14]
- Павел Александров (р. 1937), български психолог

## Редовни събития
- На 6 септември се чества деня на Съединението (обединението между селата Църнел и Райлово) с новото име Люлин.
- На Лазаров ден лазарките обикалят селото и пеят.
- На 13 срещу 14 януари се провеждат традиционни кукерски игри, на които присъстват жители и гости на селото. След това се включва в Международния фестивал „Сурва“ в Перник.

## Други

### Разписание на междуградски транспорт
Линия номер 12 (Перник – с. Люлин – Перник):
4.05; 5.00*; 5.45; 6.15*; 6.45 (Съб. и Нед. 6;25); 7.40; 9.30; 10.30; 11.45; 13.15; 14.40; 16.10; 17.15; 18.15; 19.00; 20.00; 21.10; 22.4
GPS координати на село Люлин:
- Геогр. ширина: 42.633N
- Геогр. дължина: 23.083E

### Туристически маршрути в Люлин планина
- 1. Княжево – Черния кос – Ловна чешма – Люлински манастир – връх Дупевица – Горна баня
- 2. Княжево – Черния кос – Люлински манастир – връх Дупевица – Студени вирове – Люлински манастир – Черния кос – Княжево
- 3. Княжево – Черния кос – Люлински манастир – връх Дупевица – Чиширков рид – Драгичевско езеро – Драгичево
- 4. Владая – Манастир „Света Петка“ – Люлински манастир – Черния кос – Княжево
- 5. Владая – Санаториумите – по билото – Люлински манастир – Черния кос – Княжево
- 6. Горна баня – Люлински манастир – Студени вирове – Ловна чешма – Черния кос
- 7. Мало Бучино – връх Дупевица – Люлински манастир – Черния кос – Княжево
- 8. Мало Бучино – Бучински проход – Петрева чешма – Големо Бучино
- 9. Гара Разменна – връх Попадиина глава – на юг от връх Форта – Жергов връх – по билото между р. Клисурска и Голема река – връх Бубош – Банкя
- 10. Банкя – Дивотински манастир – връх Райлово градище – Градоман – Банкя
- 11. Банкя – военния лагер – Дивотински манастир – връх Райлово градище – Бучински проход – връх Дупевица – Люлински манастир – Ловна чешма – Черния кос – Княжево
- 12. Банкя – хижа Люлин – Перник
- 13. Перник – връх Райлово градище – връх Дупевица – Люлински манастир – Ловна чешма – Черния кос – Владая
- 14. Перник – хижа Люлин – връх Райлово градище – село Люлин – Перник

### Туризъм (настаняване на гости)
Къща за гости „Райлово“ 

### Туристически атракции
Конна езда
Конен клуб „Кибела“ се намира в с. Люлин в полите на Люлин планина на 10 минути пеша от къща за гости „Райлово“. Разполага с около 10 коне за езда и провежда обучения за любители, състезатели и групи, които искат да яздят заедно. Клубът предлага езда сред природата, разтоварващи разходки за удоволствие и отмора. Клубът разполага със специално обучени понита за работа с деца.
Клубът е собственост на председателя на Българската федерация по конен спорт Диян Капралов.